# ابن باديس (بلدية)
إحدى البلديات الإثنتي عشر لولاية قسنطينة، سميت بهذا الاسم نسبة إلى العلامة عبد الحميد ابن باديس، إذ أن عائلته لها ملكية كبيرة بالمنطقة.كانت تسمي سابقا الهرية
يرجع إنشاء بلدية ابن باديس إلى التقسيم الإداري لسنة 1984، وهي على بعد 33 كم عن مقر الولاية متربعة عن مساحة 310,42 كم2 تجعلها أكبر بلدية من حيث المساحة على المستوى الولائي ويبلغ عدد السكان حاليا حوالي 20 ألف نسمة.
بطاقة تقنية
عدد السكان: حوالى 20 ألف نسمة (حسب إحصاء 2008)
- المساحة الإجمالية: 310,42 كم2
- المساحة الفلاحية: 10 050 هكتار منها: 250 هكتار خضروات،
- المساحة الرعوية: 12 000 هكتار
- المساحة الغابية: 4 799 هكتار،

توزيع السكان حسب المناطق:
- ابن باديس مركز: 11 510 نسمة
- الحمبلي: 1 005 نسمة
- بني يعقوب: 1 718 نسمة
- قرية الزعرورة: 893 نسمة
- المنطقة الشاسعة: 3 475 نسمة

## الموقع
لها موقع مميز، إذ أن لها حدودا مع عاصمة الولاية· بالإضافة إلى ثلاث بلديات أخرى من بلديات قسنطينة بلدية الخروب – عين عبيد – أولاد رحمون)، وتشترك حدودها مع كل من ولايتي سكيكدة عن طريق أولاد أحبابة وقالمة عن طريق برج صباط.
تتميز البلدية بشكبة طرقات هامة تربطها بالمدن المجاورة، فهي على بعد 20 دقيقة عن مدينة قسنطينة عاصمة الولاية و 15 دقيقة عن مدينة الخروب و 15 دقيقة عن مدينة عين عبيد.
كما أنها لا تبعد عن الطريق السيار شرق – غرب سوى بـ 10 دقائق.